# Vatican Media
Vatican Media es la cadena de televisión pública de la Ciudad del Vaticano y la única que emite en todo el país. Su actual director es Stefano D'Agostini.

## Historia
Fue creada por el Papa Juan Pablo II en 1983, siendo uno de los últimos países del mundo a los que llegó la televisión. Desde 1996 posee en exclusiva los derechos mundiales de retransmisión de las actividades del Santo Padre, el jefe del Estado, y de la Santa Sede, los cuales son vendidos a otros canales de televisión extranjeros para su retransmisión en directo. Desde el Cónclave de 2013 Vatican Media ofrece en directo en el canal de YouTube de la Santa Sede las actividades del Santo Padre, también en 2014 Vatican Media estrenó su página web en versión beta y su canal en YouTube desde el cual emite en directo las 24 horas del día su señal internacional. Desde diciembre de 2014, Vatican Media emite también en directo tres canales internacionales para su emisión vía satélite fuera del territorio nacional vaticano: Vatican Media Español, Vatican Media English y Vatican Media Italiano. La programación de las tres cadenas Vatican Media Internacional es la misma que la de Vatican Media, salvo para aquellos contenidos para los que Vatican Media no tiene derechos internacionales, en cuyos tramos emite una retransmisión en directo de la Plaza de San Pedro.

## Logotipos

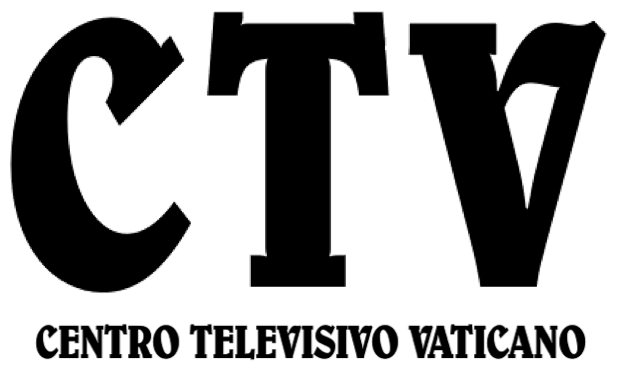
Logo de Vatican Media (antes llamada CTV) hasta 2011

## Programación
Vatican Media transmite, entre otros, todos los eventos católicos importantes durante el año, desde audiencias generales de los miércoles, hasta los viajes del Santo Padre, sumando unos 130 eventos anuales. Estas mismas actividades son enviadas en directo a los canales de televisión extranjeros y a las agencias extranjeros en sistema PAL. Su emisión es íntegra en latín, única lengua oficial del país, e italiano, lengua no oficial más hablada del país.
Además, Vatican Media, desde el año 1998 emite Octava Dies, desde enero de 2014 llamado "Vatican Magazine". Conjuntamente, Vatican Media emite todas las actividades del Santo Padre y de la Santa Sede en la sede apostólica (Ciudad del Vaticano), con o sin sede vacante, además se prepara también en sistema PAL, SECAM y NTSC. En el archivo se conservan grabaciones desde 1978 hasta el 2005 de todas las actividades del papa Juan Pablo II, que son las más pedidas por los documentalistas. Estas cintas análogas en VHS, son posteriormente digitalizadas para llegar al formato DVD o VCD. Vatican Media emite transmisión de las actividades papales, con comentarios en más de 40 idiomas, incluido el español.
No suele ser habitual que Vatican Media compre ningún tipo de derechos de eventos internacionales, dado que los ciudadanos vaticanos interesados en ellos pueden verlos por los canales italianos, cuya señal se desborda y alcanza la totalidad del territorio vaticano. Al contrario, muchos de los contenidos que produce son vendidos a canales de televisión extranjeros o a redes internacionales de televisión (por ejemplo, Eurovisión) interesados en difundir los eventos de Su Santidad el Papa.

## Radioteledifusoras asociadas a Vatican Media en España
Son medios de comunicación que tienen firmados Convenios de Cooperación con la Embajada de la Santa Sede en España. Por medio de estos convenios, estos medios dan información oficial sobre todo lo que acontece a la Santa Sede, al Papa, y a la Iglesia Católica en España, retransmitiendo a cambio de forma exclusiva algunos eventos producidos por Vatican Media.
- Todos los medios pertenecientes a Ábside Media.
- Radio:
  - Radio Nacional.
  - COPE
  - Radio María España.
    - Radio Santamaría Toledo, solo para el ámbito territorial de la provincia de Toledo.
    - Ràdio Estel-Ràdio Principat, solo para el ámbito territorial de la región de Cataluña y Andorra.

- Televisión:
  - La 2 de TVE.
  - Trece.
  - Algunos miembros de la FORTA.

- Prensa:
  - La Razón (España).
  - ABC (periódico).
  - Semanario ALBA .
  - Alfa y omega (todos los jueves de regalo con 'ABC').
  - Fe y Razón (todos los miércoles de regalo con La Razón.).
  - Revista Ecclesia.

- Internet:
  - ForumLibertas.com.
  - E-Cristians.